# Atletica leggera ai XVII Giochi paralimpici estivi - Getto del peso femminile
Ai XVII Giochi paralimpici estivi le competizioni del getto del peso femminile si sono svolte tra il 30 agosto e il 7 settembre 2024 presso lo Stade de France di Parigi.

## Risultati
Di seguito sono riportati i podi di tutte le gare del salto in lungo femminile per ogni classe di competizione. Maggiori dettagli sulle singole gare si trovano nelle pagine dedicate.